# 阿洛菲島
阿洛菲島（法語：Alofi）是瓦利斯和富圖納群島的島嶼，位於太平洋南部海域，屬於霍倫群島的一部分，長8公里、寬4.4公里，面積19平方公里，最高點海拔高度410米，2003年人口僅2人。